# Responsabilità oggettiva
La responsabilità oggettiva, in diritto, è un tipo di responsabilità giuridica nella quale il soggetto è chiamato a rispondere di un illecito, civile o penale, senza che il fatto sia stato commesso con dolo o con colpa.

## Teoretica
Tale situazione costituisce una deroga al principio generale della responsabilità - che trova origine nel "neminem laedere" della "lex Aquilia de damno" e successiva conferma nella corrente filosofica del giusnaturalismo - secondo cui è necessaria l'esistenza di un preciso nesso psichico tra il fatto illecito e il comportamento dell'individuo, affinché a questi possano essergliene attribuite le conseguenze giuridiche.
In coerenza con lo sviluppo dei rapporti giuridici ed economici che ha caratterizzato, in particolare, l'ultimo secolo si è sentita la necessità d'invocare una responsabilità da accadimento distinta da quella (classica) da comportamento e si è andato così a formare nella coscienza sociale un nuovo concetto di responsabilità fondato su un generale e generico principio di equità (peraltro nemmeno del tutto sconosciuto allo stesso diritto romano che lo esprimeva col brocardo "ubi commoda, ibi incommoda"). Secondo il quale è giusto che chi trae vantaggi dalla sua particolare posizione risponda anche degli eventuali svantaggi. Anche per tale ragione, nel delinearla, si parla di responsabilità "da rischio lecito" ("periculum") contrapponendola a quella, ordinaria, "da fatto illecito".
Un'importante e distintiva caratteristica della responsabilità oggettiva si ha in tema di onere della prova: la responsabilità extracontrattuale (normale) viene meno se l'autore del fatto illecito fornisce la prova dell'assenza di sua colpa, quella oggettiva solo se si prova che il danno è dovuto a un evento fortuito imprevedibile e inevitabile.

## Storia
Già nel diritto romano, al principio cardine della responsabilità da fatto illecito formulato dalla lex Aquilia de damno facevano eccezione alcuni casi di responsabilità per fatto altrui precursori, secondo alcuni, del concetto di responsabilità oggettiva in senso stretto. Secondo altra opinione invece fondati sulla responsabilità da custodia o sulla culpa in vigilando.
Trattasi delle responsabilità riconosciute al pater familias per fatti illeciti commessi da membri della famiglia, soprattutto se incapaci; agli armatori (nautae), agli albergatori (caupones) e ai gestori di stazioni di ricambio (stabularii) per danni arrecati dall'opera dei propri sottoposti. Fattispecie tutte presenti, pur se adattate all'evoluzione dei tempi, nei più importanti ordinamenti civilistici moderni.
A partire dalla fine dell'Ottocento, in piena rivoluzione industriale, la scuola di pensiero del cosiddetto socialismo giuridico ha ampliato il campo di applicazione della responsabilità oggettiva riconnettendolo al rischio d'impresa in modo da sottrarre ai datori di lavoro una possibile forma d'immunità per i danni provocati ai dipendenti che l'evoluzione tecnologica, organizzativa e culturale rendeva sempre più anacronistica e iniqua.
Il principio della colpa divenne improvvisamente troppo angusto e rigido per poter comprendere tutte le singole fattispecie della prassi sociale, ormai consolidata. La profonda trasformazione che stavano vivendo i paesi industrializzati richiedeva una decisa evoluzione della responsabilità civile, per poter dare una previsione normativa a problematiche sociali mai affrontate prima.
A un rilevante, frequente e severo utilizzo della responsabilità oggettiva si è infine giunti nel diritto sportivo con l'adozione, da parte degli organismi sportivi nazionali e internazionali, di norme che stabiliscono sanzioni sportive ed economiche anche gravi in conseguenza di comportamenti illeciti di soggetti terzi (i sostenitori o tifosi) del tutto privi di vincoli di sottoposizione col sanzionato e rispetto ai quali quest'ultimo non è in grado di esercitare alcun potere di vigilanza o controllo.

## Nell'ordinamento italiano

### Responsabilità penale
S'intende in generale la responsabilità senza colpevolezza, cioè senza dolo né colpa, la cui argomentazione prescinde sia dall'accertamento della volontà colpevole del soggetto sia dalla dimostrazione della violazione da parte sua delle cautele doverose nello svolgimento di un'attività. Nella responsabilità penale, alla luce dell'articolo 42, terzo comma del codice penale, i casi in cui l'evento è posto "altrimenti" a carico dell'agente (cioè senza dolo né colpa) devono essere espressamente determinati dalla legge.  Tuttavia, per espresso orientamento della Corte Costituzionale la responsabilità oggettiva non è ammessa in ambito penalistico con l'entrata in vigore della costituzione repubblicana, in quanto si ritiene la colpa requisito soggettivo minimo della responsabilità penale. La funzione rieducatrice della pena prevista dall'articolo 27 comma 3 non consente infatti di punire un soggetto se l'evento dannoso non è a lui imputabile nemmeno a titolo di colpa. Si tratta infatti di una responsabilità solo tendenzialmente oggettiva, poiché la punibilità è esclusa per chi ha commesso il fatto in presenza di fattori causali anomali e imprevedibili (art. 41, commi 2 e 3), per caso fortuito o forza maggiore (art. 45), o ha ignorato incolpevolmente le circostanze che aggravano la pena (art. 59, comma 2). In mancanza di un margine di rischio consentito, e dunque di regole cautelari, la responsabilità è esclusa solo per caso fortuito, forza maggiore e ignoranza inevitabile.

### Responsabilità civile
La colpa, anche presunta, e il dolo, non sono più i fondamenti unici del fatto illecito; esistono infatti numerose fattispecie in cui non risponde il soggetto che ha tenuto un comportamento doloso o colposo, ma colui che si è accollato il rischio dell'attività che ha deciso di intraprendere.
In buona sostanza, chi dirige un'impresa deve sopportare i rischi derivanti da quell'attività (il cosiddetto rischio per l'impresa), anche se non derivano causalmente da lui.
È il criterio del rischio che fonda la responsabilità e che, di conseguenza, comporta il risarcimento. Ma che cosa si deve intendere con il concetto di rischio? Una corrente dottrinaria ritiene che il concetto di rischio è d'ascrivere alla sfera economica e non giuridica, per questo è impossibile utilizzarlo come criterio d'imputazione di responsabilità. Altri invece sostengono che si possa parlare di rischio solo quando vi è un'attività d'impresa.
Al di là delle interpretazioni della dottrina, il codice civile italiano si è preoccupato di dare una previsione normativa alle fattispecie più frequenti.
Riportiamo di seguito, gli articoli del codice più rilevanti in materia di responsabilità oggettiva:
- art. 2048 - Responsabilità dei genitori, dei tutori, dei precettori, e dei maestri d'arte - Il padre e la madre, o il tutore, sono responsabili del danno cagionato dal fatto illecito dei figli minori non emancipati o delle persone soggette alla tutela che abitano con essi. La stessa disposizione si applica all'affiliante. I precettori e coloro che insegnano un mestiere o un'arte sono responsabili del danno cagionato dal fatto illecito dei loro allievi e apprendisti nel tempo in cui sono sotto la loro vigilanza. Le persone indicate nei commi precedenti sono liberate dalla responsabilità solo se provano di non aver potuto impedire il fatto. Tale prova nella prassi è particolarmente difficile da fornire, soprattutto nel caso di responsabilità genitoriale, proprio per questo la fattispecie contemplata dall'articolo in questione è considerata responsabilità oggettiva.
- art. 2049 - Responsabilità dei padroni e dei committenti - I padroni e i committenti sono responsabili per i danni arrecati dal fatto illecito dei loro domestici e commessi nell'esercizio delle incombenze a cui sono adibiti.
- art. 2050 - Responsabilità per l'esercizio di attività pericolose - Chiunque cagiona danno ad altri nello svolgimento di un'attività pericolosa, per sua natura o per la natura dei mezzi adoperati è tenuto al risarcimento, se non prova di aver adottato tutte le misure idonee a evitare il danno.
- art. 2051 - Danno cagionato da cose in custodia - Ciascuno è responsabile del danno cagionato delle cose che ha in custodia, salvo che provi il caso fortuito.
- art. 2052 - Danno cagionato da animali - Il proprietario di un animale o chi se ne serve per il tempo in cui l'ha in uso, è responsabile dei danni cagionati dall'animale, sia che fosse sotto custodia, sia che fosse smarrito o fuggito, salvo che provi il caso fortuito.
- art. 2053 - Rovina di edificio - Il proprietario di un edificio o di altra costruzione è responsabile dei danni cagionati dalla loro rovina, salvo che provi che questa non è dovuta a difetto di manutenzione o a vizio di costruzione.
- art. 2054 - Circolazione di veicoli - Il conducente di veicolo senza guida di rotaie è obbligato a risarcire il danno prodotto a persone o a cose dalla circolazione del veicolo, se non prova di aver fatto tutto il possibile per evitare il danno. Nel caso di scontro tra veicoli, si presume, fino a prova contraria, che ciascuno dai conducenti abbia concorso ugualmente a produrre il danno subito dai singoli veicoli. Il proprietario del veicolo, o, in sua vece, l'usufruttuario o l'acquirente con patto di riservato dominio, è responsabile in solido col conducente, se non prova che la circolazione del veicolo è avvenuta contro la sua volontà. In ogni caso le persone indicate dai commi precedenti sono responsabili dei danni derivati da vizi di costruzione o da difetto di manutenzione del veicolo[2].